# Katō Kyōtai

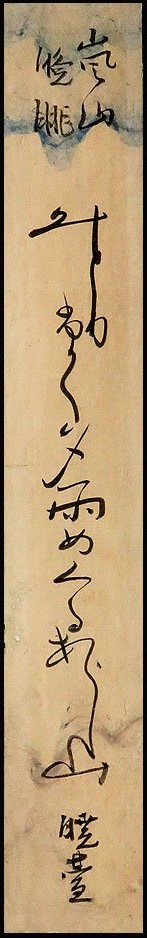
Haiku

Katō Kyōtai (japanisch 加藤 暁臺; geboren 19. Oktober 1732 in Nagoya (Provinz Owari); gestorben 12. Februar 1792 in Kyōto) war ein japanischer Haiku-Dichter.

## Leben und Werk
Katō Kyōtais Vater war Kishigami Rinsōemon (岸上 林右衛門), ein Samurai des Owari-han. Er wurde als Adoptivsohn von Katō Nakemon (加藤 仲右衛門) des gleichen Han aufgezogen. Er war zeitweilig bei den Owari-Tokugawa beschäftigt, machte sich dann selbstständig. Seine Haiku-Lehrer waren Mutō Hanshaku (武藤 巴雀; 1686–1778) und dessen Sohn Mutō Hakuni (武藤 白尼; 1709－1792). 1763 publizierte er zum ersten Mal unter dem Go Kyōtai und Boukō (暮雨巷) die Sammlung „Froschgequake“ (蛙啼集).
Katō versuchte, zusammen mit Yosa Buson, die Haiku entlang der Linie des Dichters Matsuo Bashō zu reformieren. Auf Kyōtei geht die erste Publikation des „Kyoraisho“ (去来書) zurück, die maßgebende Aufzeichnung Bashōs Lehren, aufgezeichnet von seinem Schüler Mukai Kyorai.
In ähnlicher Weise gab Katō in „Aki no hi“ (秋の日) – etwa „Ein Herbsttag“ eine Reihe seiner Gedichten und die seiner Schüler heraus, zusammen mit einem bis dahin nicht veröffentlichten Manuskript von Versen Bashōs und Gedichten anderer, die bei dessen Besuch 1688 in Nagoya entstanden waren.
1153 Verse Kyōtais sind zusammengefasst in „Kyōtai kushū“ (暁臺句集).